# Elvira Ríos
María Elvira Gallegos Ríos (16 novembre 1913 - 13 janvier 1987) est une chanteuse et actrice mexicaine.
Elle est l'une des interprètes notables des chansons d'Agustín Lara. Première chanteuse mexicaine de renommée internationale, elle se fait connaître par des émissions de radio, ses disques, des engagements en nightclub, des tournées et des apparitions au cinéma. Certains de ses plus grands succès sont Noche de ronda, Flores negras, Perfidia, Desesperadamente et Ausencia.

## Naissance et famille
Elle naît le 16 novembre 1913 à La Lagunilla, un quartier du centre de Mexico, premier enfant de José María Gallegos Villalobos et María Guadalupe Ríos Rodríguez. Elle a un jeune frère, José Gallegos Ríos (décédé en 1993) et une sœur cadette, Soledad Gallegos Ríos (décédée en 1981).

## Carrière
Selon une source, elle est découverte par Agustín Lara qui l'entend chanter dans une boîte de nuit à Mexico. Après avoir entendu une imitation qu'elle faite de lui (avec sa voix profonde de contralto ), il l'invite et promet de faire d'elle une star. Selon une autre source, elle devient l'une des principales interprètes de la station XEW après avoir auditionnée en 1936 par le producteur Emilio Azcárraga Vidaurreta qui la fait immédiatement signer pour trois spots quotidiens de 15 minutes. Elle fait ses débuts en enregistrant Pensaba que tu amor et Cachito de sol avec Lara .
Elle fait ses débuts dans les films mexicains en chantant Noche de ronda dans ¡Esos hombres! (1937). Manuel Riachi, un assistant du producteur de Paramount Pictures Arthur Hornblow Jr., la découvre sur XEW et l'amèneà Hollywood pour jouer dans la comédie musicale Tropic Holiday où elle chante des chansons de Lara et joue la sœur de Tito Guízar. Elle est ensuite choisie pour jouer une jeune femme apache (Yakima) dans La Chevauchée fantastique de John Ford. En mars 1938, NBC lui offre son propre programme de 15 minutes tous les jeudis avec l'orchestre de Frank Hodek. Son succès sur la côte ouest la conduit à New York, où elle se produit à La Martinique, un club renommé dans les années 1940, et commence une série d'enregistrements pour le label Decca. Après New York, elle se produit à Miami au Miami-Biltmore Hotel avec l'orchestre de Maximillian Bergere.
Ses dernières apparitions à Hollywood sont avec Ray Whitley dans le court métrage Cupid Rides the Range (1939) et dans The Real Glory (1940).
Son premier film en Argentine était Ven mi corazón te llama (1942), dans lequel elle incarne la mystérieuse et fascinante Sombra Rey, une chanteuse de boléro mexicaine fictive.

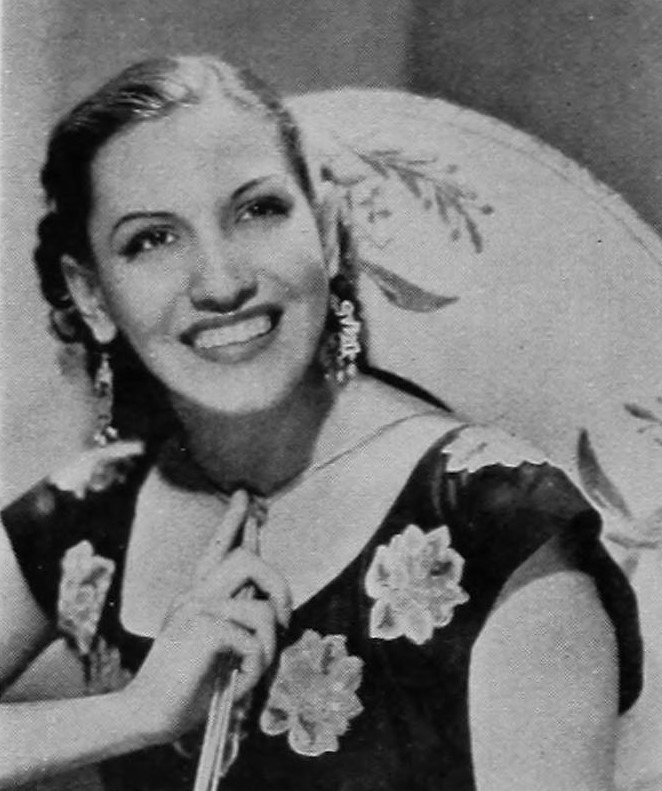
Elvira Ríos en 1938 sur la station NBC.

Elle revient au cinéma mexicain avec un rôle principal dans Murallas de pasión (1944) avec Isabela Corona et Alberto Galán.
On la voit dans le film argentin El tango vuelve a París (1948) avec le chanteur de tango Alberto Castillo et le bandonéoniste Aníbal Troilo, entre autres.
Au début des années 1950, elle enregistre Sensualidad, l'un de ses premiers albums studio, pour le label indépendant mexicain Discos Musart. Ce LP comprend huit titres avec l'orchestre de Don Americo.
En 1957, elle sort son premier album studio pour RCA Victor, Noche de ronda. Elle réenregistre plusieurs de ses succès classiques, dont Noche de ronda, Janitzio et Noche de luna. L'album comprend également un mélange de chansons de Guty Cárdenas, Una mujer de Paul Misraki et Santa d' Agustín Lara, entre autres chansons. Un an plus tard, elle apparaît dans la comédie musicale Melodías inolvidables (sorti en 1959), en chantant Noche de ronda et Noche de luna.
En 1960, elle enregistre son deuxième album pour RCA Victor, Ausencia, accompagnée par l'orchestre et le pianiste de Gonzalo Chalo Cervera Pepe Agüeros. La chanson titre est une composition de María Grever. L'album comprend également un nouvel enregistrement du grand succès de Ríos des années 40 Desesperadamente, ainsi que les standards d' Agustín Lara Rival et Amor de mis amores et la ranchera de José Alfredo Jiménez Qué bonito amor.
Le 18 novembre 1961, elle est  la première artiste non américaine à se produire au spectacle annuel du Black Tie Ball du National Press Club à Washington, DC.
Son troisième album chez RCA Victor, La emocional Elvira Ríos, sort dans les années 1960. Il comporte un nouvel enregistrement de Flores negras, Azul d'Agustín Lara, Pensando en ti d'Alfonso Torres, et Frenesí-Perfidia, entre autres. Pour cet album, elle enregistre deux chansons pop américaines All the Things You Are et Once in a While.
Elle reste chez RCA Victor jusqu'en décembre 1973, date à laquelle elle signe un contrat avec le label Orfeón. En 1974, elle enregistre son premier album chez Orfeón, La emocional Elvira Ríos, accompagnée par l'orchestre de Chucho Zarzosa. En 1979, Orfeón sort une compilation de 3 LP avec 30 tubes d'Elvira Ríos.

## Mort
Elle meurt de maladie chez elle à Coyoacán le 13 janvier 1987. Ses restes ont été incinérés au Panteón Civil de Dolores à Mexico.

## Discographie

### Singles
Vocalion
- Pensaba que tu amor with Agustín Lara (1936)
- Cachito de sol with Agustín Lara (1936)

RCA Victor (Mexico)
- Janitzio (1936)
- Desesperanza (1936)
- Por qué no he de quererte (1936)
- Muchacha del alma (1936)
- No faltaba más (1936)
- Quién (1936)
- Ya no te quiero (1936)
- Noche de ronda (1936)

Decca (US)
- Si te vas (1938)
- Mía nomás (1938)
- Qué te importa (1938)
- Anoche (1938)
- En silencio (1939)
- Volverás (1939)
- Caminos de ayer (1939)
- Noche de luna (1939)
- Incertidumbre (1940)
- Lejos de ti (1940)
- Vuelve (1940)
- Ven acá (1940)
- No te importe saber (1940)
- Fidelidad (1940)
- Vereda tropical (1940)
- Perfidia (1940)
- Tú no comprendes (1940)
- Flores negras (1940)
- Te vi pasar (1940)
- Noche de ronda (1940)
- Murmullo (1940)
- Farolito (1940)
- Star Dust (1940)
- Time on My Hands (1940)
- I'll Never Smile Again (1940)
- My Melancholy Baby (1940)
- Aquella noche (1940)
- Desesperadamente (1940)
- Triste camino (1940)
- El organillero (1940)
- Vuelve (1941)
- Jamás (1941)
- Oración Caribe (1941)
- Noche criolla (1941)
- Cuatro vidas (1941)
- Buenas noches (1941)
- Visión tropical (1941)
- Sin ti (1941)

Columbia (Spain)
- Frenesí (1950)
- Sin motivo (1950)
- Triste verdad (1950)
- Miedo de ti (1950)
- Pensando en ti (1950)
- No es un capricho (1950)

### Simple
| Année | Titre                     | Étiquette  | Numéro de catalogue |
| ----- | ------------------------- | ---------- | ------------------- |
| 1940  | Tropic Nights             | Decca      | Album n° 143        |
| 1952  | Sensualidad               | Musart     | M127                |
| 1957  | Noche de ronda            | RCA Víctor | MKL-1074            |
| 1960  | Ausencia ... vol. II      | RCA Víctor | MKL-1290            |
| 1963  | La emocional ... vol. III | RCA Víctor | MKL-1489            |
| 1974  | La emocional Elvira Ríos  | Orfeón     | LP13-2086           |

### Compilations
| Année | Titre                                                  | Étiquette   | Numéro de catalogue |
| ----- | ------------------------------------------------------ | ----------- | ------------------- |
| 1953  | Tropic Nights                                          | Decca       | DL 5238             |
| 1979  | Joyas musicales en 30 éxitos originales de Elvira Ríos | Orfeón      | JM-265              |
| 1975  | Elvira Rios et seus primeiros sucessos                 | MCA (Decca) | 4-07-404-089        |
| 1986  | Estilos                                                | MCA (Decca) | 81026               |
| 1995  | Nostalgia                                              | Orfeón      | 25CDN-518           |

## Filmographie
| An   | Titre                       | Rôle           | Remarques                                                           |
| ---- | --------------------------- | -------------- | ------------------------------------------------------------------- |
| 1937 | ¡Esos hombres!              | Chanteur       | Chanson: "Noche de ronda"                                           |
| 1938 | La Belle de Mexico          | Rosa           |                                                                     |
| 1939 | Stagecoach                  | Yakima         | Non crédité                                                         |
| 1939 | Cupidon chevauche la gamme  | Lolita Morales | Court métrage de 18 minutes                                         |
| 1939 | La Glorieuse aventure       | Mme. Yabo      | Non crédité                                                         |
| 1942 | Ven ... mi corazón te llama | Sombra Rey     | Chansons: "Acércate más", "Flores negras" et "Desesperadamente"     |
| 1944 | Murallas de pasión          | María          |                                                                     |
| 1948 | El tango vuelve a París     | Lupe Torres    | Chansons: "La barca de oro" et "Perfidia"                           |
| 1959 | Melodías inolvidables       | Chanteur       | Chansons: "Noche de ronda" et "Noche de luna", (rôle final du film) |

## Crédit d'auteurs
- (en) Cet article est partiellement ou en totalité issu de l’article de Wikipédia en anglais intitulé « Elvira Ríos » (voir la liste des auteurs).